# Steve Walsh (voetballer)
Steven ("Steve") Walsh (Preston, 3 november 1964) is een Engels voormalig betaald voetballer die bij voorkeur in het centrum van de verdediging speelde. Het grootste deel van zijn spelerscarrière bracht hij door bij Leicester City, waar hij tevens aanvoerder was. In 14 seizoenen bij Leicester won Walsh twee keer de League Cup. 

## Clubcarrière

### Wigan Athletic
Walsh begon zijn spelersloopbaan in 1982 bij Wigan Athletic, waarmee de centrale verdediger in 1985 de Football League Trophy won. 

### Leicester City
Na vier seizoenen verkaste hij naar Leicester City, waar hij zich meteen kon integreren en een onbetwiste basisspeler werd. Zijn bijnaam onder Leicester-fans luidde Captain Fantastic. Hij speelde meer dan 400 officiële wedstrijden voor Leicester en won als aanvoerder twee keer de League Cup, in 1997 en 2000 onder Martin O'Neill. In de finale van 1997 tegen Middlesbrough had Leicester een replay nodig om de bekerwinst veilig te stellen. De finale zelf was namelijk op 1-1 geëindigd. Steve Claridge scoorde het verlossende doelpunt in de replay, na verlenging. Walsh maakte beide wedstrijden de negentig minuten vol. In de finale van 1999 verloor Leicester met het kleinste verschil van Tottenham Hotspur. Allan Nielsen scoorde vlak voor blessuretijd (0-1). Hij speelde net als in 1997 de volledige wedstrijd naast Gerry Taggart, eind jaren '90 zijn vaste partner achterin. In het seizoen 1999/2000 bereikte Leicester voor de derde keer in vier jaar de finale van de League Cup. Het verrassende Tranmere Rovers, een tweedeklasser, sneuvelde met 2-1 na twee doelpunten van vice-aanvoerder Matt Elliott. Walsh speelde dus niet mee. 
Na het seizoen 1999/2000 vertrok Walsh na veertien seizoenen dienst bij de club. 

### Latere carrière
Walsh speelde nog enkele maanden voor Norwich City en Coventry City, maar kwam er zelden in actie. Walsh beëindigde zijn spelersloopbaan op amateurniveau bij Tamworth in 2003. 

## Erelijst
| Competitie     |                |                  |
| Competitie     | Aantal         | Jaren            |
| Leicester City | Leicester City | Leicester City   |
| -------------- | -------------- | ---------------- |
| League Cup     | 2×             | 1996/97, 1999/00 |